# 대흥 필씨
대흥 필씨(大興弼氏)의 한국의 성씨이다. 시조는 조선 때 무과에 급제한 필몽량(弼夢良)이다.

## 역사
시조 필몽량의 후손 필두만(弼斗萬)이 첨지중추부사(僉知中樞府事)를 지냈다. 부사(府事)의 증손(曾孫) 필성뢰(弼聖賚)는 1798년(정조 22)에 문과에 급제하여 성균관사성(成均館司成)에 이르렀다. 한편 필성뢰는 동국명신록(東國名臣錄)'에도 올라 있는데, 대대로 함흥(咸興)에 살았다고 적혀 있다.

## 인물
- 필성뢰(弼聖賚, 1752년생) : 조선 중기의 문신. 함흥 출신. 본관은 대흥(大興). 자는 내수(乃受). 첨지(僉知) 필두만(弼斗萬)의 증손으로, 할아버지는 필흥방(弼興邦)이고, 아버지는 필은상(弼殷相)이며, 어머니는 이춘발(李春發)의 딸이다. 1792년(조선 정조 16년) 생원이 되고, 1798년 식년 문과에 을과로 급제하였고, 관직은 사성에까지 이르렀다. 대대로 함흥에서 살았다.

- 필조은(弼祚殷, 1772년생) : 조선 순조(純祖) 1년(1801) 무과 급제. 신유(辛酉) 정시(庭試) 병과(丙科) 37위. 아버지는 유학(幼學)을 역임한 필광삼(弼光三).

- 필범집(弼範集, 1765년생) : 조선 순조 9년(1809년) 무과 급제. 기사(己巳) 증광시(增廣試) 병과(丙科) 113위. 아버지는 필대룡(弼大龍).